# Gersimi
Gersimi  ist eine Figur aus der nordischen Mythologie. Sie ist eine Tochter der Muttergöttin Freya und des Gottes Óðr.
Ihre Schwester ist Hnoss. Der Name Gersimi bedeutet wie der Name ihrer Schwester „Kostbarkeit“.